# Дембе (Мазовецьке воєводство)
Дембе (пол. Dębie) — село в Польщі, у гміні Груєць Груєцького повіту Мазовецького воєводства.
Населення — 100 осіб (2011).
У 1975-1998 роках село належало до Радомського воєводства.

## Демографія
Демографічна структура станом на 31 березня 2011 року:
|          | Загалом | Допрацездатний вік | Працездатний вік | Постпрацездатний вік |
| -------- | ------- | ------------------ | ---------------- | -------------------- |
| Чоловіки | 47      | 9                  | 31               | 7                    |
| Жінки    | 53      | 15                 | 27               | 11                   |
| Разом    | 100     | 24                 | 58               | 18                   |